# Bronte, Texas
Bronte är en ort i Coke County i delstaten Texas, USA.